# Скуркола Марсикана
Ску̀ркола Марсика̀на (на италиански: Scurcola Marsicana) е малко градче и община в Южна Италия, провинция Акуила, регион Абруцо. Разположено е на 700 m надморска височина. Населението на общината е 2831 души (към 2014 г.).